# Un mauvais coup
Un mauvais coup (Недоброе дело) est une nouvelle de six pages d'Anton Tchekhov, publiée en 1887.

## Historique
Un mauvais coup est initialement publié dans la revue russe Le Journal de Pétersbourg, numéro 59, du 2 mars 1887, sous le pseudonyme A.Tchekhonte. Autre traduction Une mauvaise affaire.

## Résumé
Le gardien du cimetière découvre un homme visiblement perdu lors de sa ronde. Il le raccompagne vers la sortie. Mais comment est-il rentré, le cimetière étant fermé ? Il n’est pas perdu : c’est un mort qui se promène ! Belle frayeur pour le gardien. 

## Édition française
- Un mauvais coup, traduit par Edouard Parayre, Édition Gallimard, Bibliothèque de la Pléiade, 1970  (ISBN 2-07-010550-4)